# Komt een man bij de dokter
Komt een man bij de dokter is een Nederlands televisieserie waarin grappen worden verwerkt in korte sketches door verschillende acteurs en actrices. De sketches vinden plaats op veel verschillende locaties, zoals het café, een dokterspraktijk en een chic restaurant.

## Rolverdeling
| Acteur             | Personage                 | Seizoen | Seizoen | Seizoen | Seizoen | Seizoen | Seizoen |
| Acteur             | Personage                 | 1       | 2       | 3       | 4       | 5       | 6       |
| ------------------ | ------------------------- | ------- | ------- | ------- | ------- | ------- | ------- |
| Patrick Stoof      | Wim Brouwer               | 6       | 12      |         |         |         |         |
| Trudi Klever       | Barbara Brouwer/Akkermans | 6       | 12      | 8       | 7       | 12      | 8       |
| Michiel Varga      | Charel Masselink          | 6       | 12      | 8       | 7       | 12      | 8       |
| Mylène d'Anjou     | Margriet Masselink        | 6       | 12      | 8       | 7       | 12      | 8       |
| Ferdi Stofmeel     | Marco Kramer              | 6       | 12      | 8       | 7       | 12      |         |
| Esmée van Kampen   | Esther Kramer             | 6       | 12      | 8       | 7       | 12      |         |
| Leo Alkemade       | Ruud van der Spek         | 6       | 12      | 8       |         | 12      | 8       |
| Marieke Westenenk  | Mandy van der Spek        | 6       | 12      | 8       | 7       | 12      | 8       |
| Saar Bressers      | Sharon Safathi            | 6       | 12      | 8       | 7       | 12      | 8       |
| Christopher Parren | Rob, Politieagent         | 6       | 12      | 8       | 7       | 12      | 8       |
| Ineke Veenhoven †  | Mevrouw Verhagen/Schut    | 6       | 12      | 8       | 7       | 12      |         |
| Arthur Boni †      | Meneer Verhagen           | 6       | 12      |         |         |         |         |
| Rick Lens          | Mitchell Brouwer          | 6       | 12      | 8       | 7       |         | 8       |
| Loes Schnepper     | Ans Konings               |         | 12      | 8       | 7       | 12      | 8       |
| Nick Golterman     | Peter Bruinsma            |         | 12      | 8       | 7       | 12      | 8       |
| Valerie Pos        | Merel Masselink           |         | 12      | 8       | 7       | 12      |         |
| Michiel Nooter     | Hans Akkermans            |         |         | 8       | 7       | 12      | 8       |
| Davy Eduard King   | Duncan                    |         |         | 8       | 7       | 12      | 8       |
| Lucas Reijnders    | Davey Akkermans           |         |         | 8       | 7       | 12      |         |
| John Leddy †       | Meneer Schut              |         |         | 8       | 7       |         |         |
| Mads Wittermans    | Ron Beukers               |         |         |         | 7       |         |         |
| Mitchell Havelaar  | Jeffrey Meijer            |         |         |         | 7       |         |         |
| Frits Lambrechts   | Joop de Boer              |         |         |         |         | 12      |         |
| Rienus Krul        | Marcel Manshanden         |         |         |         |         |         | 8       |
| Fransje Boelen     | Vrouw uit Panningen       |         |         |         |         |         | 8       |
| Kate Muda          | Astrid Akkermans          |         |         |         |         |         | 8       |

## Afleveringen
| Seizoen   | Afleveringen    | Speelduur  | Jaar |
| --------- | --------------- | ---------- | ---- |
| Seizoen 1 | 6 afleveringen  | 28 minuten | 2012 |
| Seizoen 2 | 12 afleveringen | 18 minuten | 2014 |
| Seizoen 3 | 8 afleveringen  | 39 minuten | 2016 |
| Seizoen 4 | 7 afleveringen  | 39 minuten | 2017 |
| Seizoen 5 | 12 afleveringen | 22 minuten | 2019 |
| Seizoen 6 | 8 afleveringen  | 20 minuten | 2024 |

## Opnamelocaties
- In Purmerend worden veel opnames gemaakt onder andere op de Koemarkt, Dubbele Buurt, Koggenland, in de wijk Weidevenne onder andere in de Mississippistraat, Orlandostraat, Nijlstraat, Siouxstraat.

| Locatie                   | Opnamelocatie                                                                      | Seizoen | Seizoen | Seizoen | Seizoen | Seizoen | Seizoen |
| Locatie                   | Opnamelocatie                                                                      | 1       | 2       | 3       | 4       | 5       | 6       |
| ------------------------- | ---------------------------------------------------------------------------------- | ------- | ------- | ------- | ------- | ------- | ------- |
| Dokterspraktijk           | GROEPSPRAKTIJK TROMPENBURG: Trompenburgstraat 115, 1079 TV in Amsterdam            |         |         |         |         |         | EXT     |
| Dokterspraktijk           | GEZONDHEIDSCENTRUM HOORNSEVELD: Panneroodstraat 87, 1503 XM in Zaandam             |         |         |         |         |         | INT     |
| Stamcafé                  | CAFÉ 'T NARRETJE: Rijnstraat 254, 1079 HW in Amsterdam                             | EXT     |         |         |         |         |         |
| Stamcafé                  | HET WAPEN VAN HUIZEN/HOF VAN HUIZEN: Naarderstraat 2, 1271 CE in Huizen            | INT     |         |         |         |         |         |
| Stamcafé                  | CAFÉ ANNO 1890: Amstelveenseweg 1124, 1081 JW in Amsterdam                         |         |         |         |         |         |         |
| Huis Brouwer/Akkermans    | Van der Waalsstraat, 1171 AS in Badhoevedorp                                       |         |         |         |         |         |         |
| Huis van Ans Konings      | Van der Waalsstraat, 1171 AS in Badhoevedorp                                       |         |         |         |         |         |         |
| Huis van Ruud & Mandy     | Rietzangerweg, 1111 VM in Diemen                                                   |         |         |         |         |         |         |
| Huis van Ruud & Mandy     | ?, 1448 XE in Purmerend                                                            |         |         |         |         |         |         |
| Huis van Marco & Esther   | Mississippistraat, 1448 XB in Purmerend                                            |         |         |         |         |         |         |
| Kantoor                   | Joop Geesinkweg 901, 1096 AZ in Amsterdam                                          |         |         |         |         |         |         |
| Medisch Centrum Masselink | MEDISCH CENTRUM EMMELOORD: Urkerweg 1, 8303 BX in Emmeloord                        |         |         |         |         |         | EXT     |
| Bakker                    | BAKKERIJ VAN DER HEIJDEN: Bos en Lommerweg 207, 1055 DT in Amsterdam               |         |         |         |         |         |         |
| School                    | JOOST VAN DEN VONDELSCHOOL/BREDE SCHOOL OMNIBUS: Pandora 8, 1183 KK in Amstelveen  |         |         |         |         |         |         |
| Snackbar                  | DE KIPBOETIEK/BOB'S KIPBOETIEK: Tormentilstraat 2A, 1121 BR in Landsmeer           |         |         |         |         |         |         |
| Apotheek                  | APOTHEEK DELFLANDPLEIN: Rijswijkstraat 10, 1062 EE in Amsterdam                    |         |         |         |         |         |         |
| Dierenwinkel              | DIERENBENODIGDHEDEN AQUA-FAUNA-NATURA: Leliestraat 59, 1541 CK in Koog aan de Zaan |         |         |         |         |         |         |
| Kapper                    | W&N KAPPERS: Raadhuisstraat 39, 1541 JB in Koog aan de Zaan                        |         |         |         |         |         |         |
| Zonnestudio               | BIG SUN/MOONLIGHT BEAUTY: Wormerplein 98, 1442 CD in Purmerend                     |         |         |         |         |         |         |
| Museum                    | RIJKSMUSEUM: Museumstraat 1, 1071 XX in Amsterdam                                  |         |         |         |         |         |         |
| Tramhalte                 | Victorieplein in Amsterdam                                                         |         |         |         |         |         |         |

## Achtergrondmuziek
- Johan Rompelberg heeft niet alle achtergrondnummers geschreven, ook zijn er verschillende nummers gebruikt van andere artiesten.

| Uitvoerder (+ muziekschrijver) | Titel                     |
| ------------------------------ | ------------------------- |
| Wouter Hamel                   | Nothing's Any Good        |
| Wouter Hamel                   | Once In A Lifetime        |
| Wouter Hamel                   | As Long as We're in Love  |
| Wouter Hamel                   | Kings & Queens            |
| André Hazes                    | Jij bent alles            |
| Guus Meeuwis                   | Als ze danst              |
| Guus Meeuwis                   | Simpelweg gelukkig zijn   |
| Nick & Simon                   | Vallen en opstaan         |
| Nick & Simon                   | Wegen van dit leven       |
| Nick & Simon                   | Zomer in december         |
| Nick & Simon                   | Lippen op de mijne        |
| Nick & Simon                   | Herwinnen                 |
| Nick & Simon                   | Vandaag                   |
| Nick & Simon                   | Alles is liefde           |
| Nick & Simon                   | Vaderdag                  |
| Nick & Simon                   | Onvoorstelbaar            |
| Nick & Simon                   | Omdat jij                 |
| Nick & Simon                   | Pak maar m'n hand         |
| Nick & Simon                   | Mag ik met je mee?        |
| Alain Clark                    | Leave Her                 |
| Alain Clark                    | Blame It on Me            |
| Ben Saunders                   | Two Hearts                |
| Golden Earring                 | Suzy Lunacy (Mental Rock) |
| Splendid                       | Connect Back              |
| Rein Mercha                    | Een man mag niet huilen   |
| Giovanca Ostiana (Giovanca)    | Lovechild                 |
| Giovanca Ostiana (Giovanca)    | Pure Bliss                |
| Waylon                         | The Escapist              |
| Waylon                         | Happy Song                |
| BLØF                           | Blijf zoals nu            |
| Veldhuis & Kemper              | Moeten we vaker doen      |

## Bijzaken
- De leadermuziek van de serie is een bewerkte versie van het nummer Zonder Liefde van Nick & Simon.
- Aan het einde van elke aflevering worden er bloopers uit de aflevering getoond.
- De acteurs Ineke Veenhoven, Arthur Boni en John Leddy zijn inmiddels overleden.
- In de serie Ik ook van jou uit 2013 spelen Leo Alkemade en Marieke Westenenk ook een koppel, opmerkelijk is dat Ferdi Stofmeel, Saar Bressers, Patrick Stoof, Trudi Klever, Ineke Veenhoven en Rick Lens in de serie een gastrol hebben.